# Чесноков, Юрий Тимофеевич
 Юрий Тимофеевич Чесноко́в (3 мая 1928, Оренбург, РСФСР — 22 июня 2004, Москва, Россия) — советский военачальник. Начальник Войск ПВО Сухопутных войск СССР (1981—1991). Генерал-полковник артиллерии (1982).

## Биография
Родился в городе Оренбурге 3 мая 1929 года в семье рабочего. В возрасте 16,5 лет решил поступать в Чкаловское училище зенитной артиллерии. Исправил в метрике последнюю цифру года рождения с 9 на 8 и был зачислен кандидатом в курсанты. Успешно сдал вступительные экзамены. 15 января 1946 года принял военную присягу. После первого курса назначен командиром отделения с присвоением воинского звания младший сержант. В 1948 году присвоено воинское звание сержант.
В сентябре 1949 года выпущен лейтенантом из училища по первому разряду и распределен в 86-ю зенитную артиллерийскую дивизию отдельной механизированной армии (Румыния, штаб в г. Констанца) на должность командира учебного огневого взвода батареи среднего калибра в дивизионную школу сержантского состава.
В 1951 году назначен командиром батареи 37-мм автоматических зенитных пушек в 422-й зенитный артиллерийский полк дивизии, с присвоением воинского звания старший лейтенант.
В декабре 1952 года направлен в город Николаев командиром батареи 85-мм пушек зенитного дивизиона 82-го стрелкового корпуса.
С 1954 по 1958 гг. обучался на факультете зенитной артиллерии в Военной артиллерийской командной академии (г. Ленинград).
В январе 1955 года присвоено воинское звание капитан.
В апреле 1958 года назначен командиром дивизиона 100-мм зенитных пушек в зенитную артиллерийскую бригаду 7-ю танковой армии Белорусского военного округа (г. Борисов).
С 1959 года — офицер Управления ПВО округа по новому зенитно-ракетному профилю (С-75).
В 1960 году присвоено воинское звание майор.
В 1962 году был назначен заместителем командира 472-го отдельного зенитного ракетного полка (г. Барановичи). Весной 1963 полк был передислоцирован в Германской Демократической Республики и переподчинен 3-й общевойсковой армии Группы советских войск в Германии и размещен в гарнизонах Магдебурга, Бернбурга и Кведлинбурга.
В 1964 году назначен заместителем нештатных курсов переподготовки офицеров-артиллеристов на офицеров-ракетчиков.
В 1965 году присвоено воинское звание подполковник.
В 1966 году назначен командиром отдельного зенитного ракетного полка.
В 1968 году досрочно присвоено воинское звание полковник. Направлен в Академию Генерального штаба, которую окончил в 1970 году.
В июне 1970 года окончил академию с отличием. Назначен на должность начальника войск ПВО 5-й гвардейской танковой армии Белорусского военного округа (штаб в г. Бобруйск).
В июле 1973 года назначен на должность начальника войск противовоздушной обороны Московского военного округа.
В 1975 году присвоено очередное воинское звание генерал-майор артиллерии.
В августе 1977 года назначен на должность начальника войск ПВО Группы советских войск в Германии.
В феврале 1979 года присвоено очередное воинское звание генерал-лейтенант артиллерии.
В апреле 1981 года назначен на должность командующего войсковой ПВО — первым заместителем Главнокомандующего Войсками противовоздушной обороны.
В декабре 1982 года присвоено очередное воинское звание генерал-полковник артиллерии.
В ноябре 1991 года уволен из Вооруженных Сил по возрасту.
Скончался 22 июня 2004 года на 77-м году жизни. Похоронен на Троекуровском кладбище.

## Награды
- орден Красного Знамени
- два ордена Красной Звезды

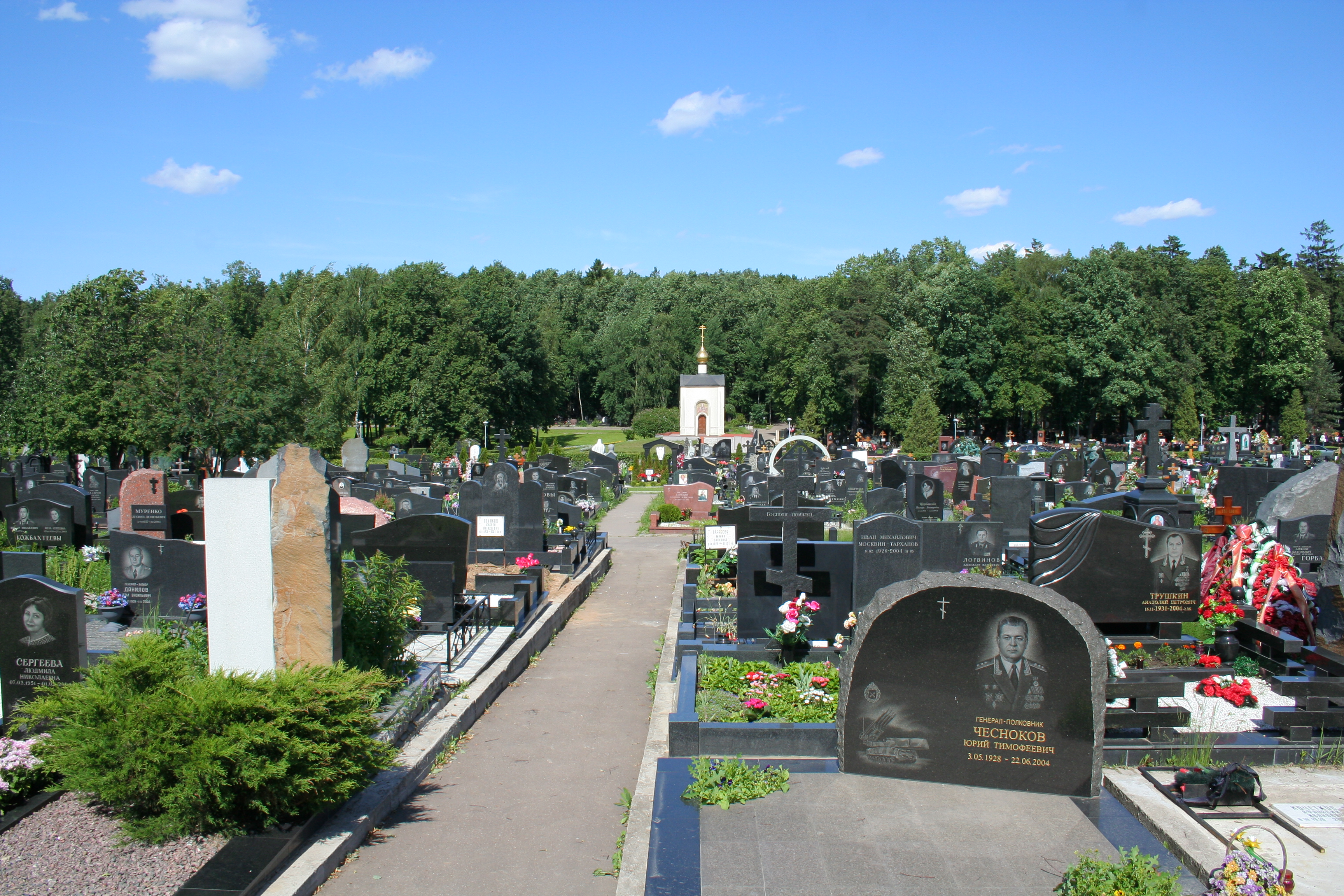
Надгробный памятник на Троекуровском кладбище

- орден «За службу Родине в ВС СССР» II степени — за успешные действия частей и соединений войсковой ПВО на манёврах в Белоруссии.
- орден За службу Родине в ВС СССР III степени
- 15 медалей

### Награды странВаршавского договораиАфганистана
- 3 ордена
- 10 медалей

## Сочинения
- Чесноков Ю. Т. Из опыта организации ПВО Сухопутных войск в наступательных операциях второго и третьего периодов войны. // Военно-исторический журнал. — 1983. — № 9. — С.25-30.